# Glazov
Glazov (rus. лазов, udmurtski: Глазкар) je grad smješten na sjeveru Udmurtije u Rusiji. Nalazi se uz Transsibirsku željezničku prugu, na 58°8′N 52°40′E / 58.133°N 52.667°E, na obalama rijeke Čepce. Udaljen je od Moskve 1160 km. 
Broj stanovnika: oko 85.340 (2025.).
Poznat je po "Čepecku", glavnom ruskom proizvođaču uranija i kalcija.
Od značajnijih obrazovnih ustanova, u Glazovu se nalaze:
- Podružnica državnog tehničkog sveučilišta Iževsk
- Državni pedagoški institut Glazov

Kao zanimljivost, u Glazovu su predci Mihaila Gorbačova po majčinoj strani bili dugo vremena kao neslobodni seljaci boravili.